# Emil Czech
Emil Czech (Bobowa, condado de Gorlice, 8 de agosto de 1908 – Kłodzko, 26 de março de 1978 ) comandante de pelotão do Exército Polonês e trompetista em Monte Cassino.

## Vida pregressa
Ele era filho de Józef e Maria nascida Szubrawska. Ele se formou em 6 séries do ensino médio e em uma escola industrial de três anos. Até a eclosão da Segunda Guerra Mundial, ele era um trabalhador de colarinho-branco. Em 1927, foi convocado para o serviço militar no 1º Regimento de Sapadores Ferroviários em Cracóvia. Antes do início da guerra, ele foi designado para a orquestra do 1º Batalhão da Ponte Ferroviária em Cracóvia, na qual também tocava frequentemente o toque de clarim de Santa Maria  . 

## Participação na Segunda Guerra Mundial
Na Campanha de Setembro lutou nas seções Stryj, Krupsko, Skulsko e Wodjatycze. Em 20 de setembro, ele e sua unidade cruzaram a fronteira húngara e depois até 1940. ele estava em um campo de internamento de soldados poloneses. Como parte das transferências organizadas através da Iugoslávia, Grécia, Turquia e Síria, ele chegou à Palestina e foi incorporado à Brigada Independente de Fuzileiros dos Cárpatos  . A trilha de batalha de Emil, o Tcheco, passava por Alexandria, Tobruk e subia até a colina perto de Gazala . Na virada de 1943 para 1944, os "Karpatczyks" foram transferidos para a Itália, para o rio Sangro, onde participariam do rompimento da Linha Gustav . Em abril de 1944 houve concentração de unidades em Monte Cassino  .

## Toque do clarim de Santa Maria em Monte Cassino
Em 18 de maio de 1944, quando sua unidade, o 3º Batalhão de Sapadores dos Cárpatos, recebeu um relatório de que os poloneses haviam ocupado a Colina 593, chave para a defesa da montanha do mosteiro, e depois quando a flâmula do 12º Regimento de Lanceiros Podolianos e os brancos e a bandeira vermelha apareceu sobre Monte Cassino, por ordem do General Bronisław Duch  e do comandante, Coronel Władysław Rakowski  que lhe transmitiu a ordem, tocou o clarim de Santa Maria ao meio-dia nas ruínas recentemente conquistadas do Monte Mosteiro de Cassino.
Para cumprir a ordem, ele teve que percorrer uma distância de vários quilômetros em menos de duas horas, nas montanhas e sob fogo alemão. Czech recebeu uma corneta C e ele e o motorista subiram o morro de carro, mas no meio do caminho o veículo parou e o motorista anunciou que não iria mais porque queria viver. Felizmente, Czech viu um amigo médico que se aproximava, Stanisław Szczepanek, que o levou o mais próximo possível do mosteiro. O último trecho do percurso foi a escalada  . Ele alcançou o topo da colina pouco antes do meio-dia. Chateado e comovido, Emil Czech aproximou-se da bandeira polaca balançando ao vento. Mesmo tendo tocado o clarim mais de uma vez, desta vez ele teve medo de cometer um erro. Soldados e fotojornalistas se reuniram ao redor. Sob um mastro com bandeira polonesa, na companhia do comandante do pelotão Choma e na presença de correspondentes de guerra ingleses e americanos, acima das pilhas de ruínas e pedras, ao meio-dia ele tocou as cinco notas comumente conhecidas da tríade maior estendida na corneta.

## Depois da guerra
Emil Czech retornou da Inglaterra em 1947 e se estabeleceu em Kłodzko, passando a trabalhar no PKP, onde trabalhou por mais de vinte anos, incluindo como auditor de vagões na estação Kłodzko Główny, ministrou aulas práticas de formação profissional para jovens, mais recentemente como motorista sanitário na Clínica Ambulatorial Regional PKP em Kłodzko, até sua aposentadoria. Ele se apresentou em um coro masculino de várias pessoas que funcionava no Centro Cultural "Kolejorz" em Kłodzko. Ele também foi membro da banda ferroviária, jurado e membro do conselho da filial ZBoWiD em Kłodzko. Ele foi palestrante nas escolas de Kłodzko, contando aos jovens sobre suas experiências de guerra, em particular a Batalha de Monte Cassino.  Emil Czech repousa no cemitério de Kłodzko, seu túmulo é cuidado por alunos da Escola Primária nº 2 "Soldados de Monte Cassino" de Polanica-Zdrój. Esta sepultura foi inscrita no registo de sepulturas de veteranos da luta pela liberdade e independência da Polónia do Instituto de Memória Nacional.

## Comemoração
Em novembro de 2019, a Câmara Municipal de Kłodzko adotou uma resolução para erigir um monumento em homenagem a Emil Tcheco em Kłodzko. O criador da ideia de erguer o monumento a Emil Czech foi a Associação de Soldados e Amigos das Tropas de Montanha "Karpatczycy". O projeto e a construção do monumento foram financiados pelo comitê de organização social com subsídios das autoridades de Kłodzko, do escritório distrital e de coleções públicas. O autor do desenho do monumento, baseado na famosa foto de Emil Czech em Monte Cassino, é o artista-escultor Wojciech Batko. O Instituto da Memória Nacional financiou a criação de uma maquete e molde da escultura em bronze. No 78º aniversário da captura de Monte Cassino e do toque do clarim por Emil Czech, em 18 de maio de 2022, o monumento foi inaugurado no Parque da Amizade das Tropas de Montanha em Kłodzko.

## Condecorações
- Cruz de Cavaleiro da Ordem da Polônia Restituta[2]
- Cruz do Mérito de Bronze com Espadas
- Cruz Comemorativa de Monte Cassino
- Distintivo de Ferimento e Lesão com uma estrela
- Estrela de 1939–1945
- Estrela da África
- Estrela da Itália
- Medalha de Guerra
- Distintivo da Brigada Independente de Fuzileiros dos Cárpatos

## O Grande Teste de História da Televisão
Na 3ª edição do Grande Teste de História intitulada “1939. Começou na Polônia", organizado pela Televisão Polaca, realizado e transmitido em 31 de agosto de 2009, tratava do episódio do toque de clarim de Emil Czech. Foi: Que música o soldado polonês tocou na trombeta no topo do Monte Cassino? Houve um erro substantivo na pergunta, porque Emil tocou uma corneta, e não trompete.